# Small Victories (Zvezdna vrata SG-1)
Small Victories je naslov epizode znanstveno-fantastične serije Zvezdna vrata, v kateri se SG-1 vrne v štab misleč, da je Zemlja rešena pred replikatorji. Kmalu izvejo, da eno od smrtonosnih bitij ni bilo uničeno. Potem, ko je bitje na Thorovi ladji strmoglavilo v ocean, se je nekako prebilo do ruske podmornice in pobilo celotno posadko. Ker se bitje razmnožuje z veliko hitrostjo, O'Neill predlaga, da podmornico uničijo, toda Pentagon se boji reakcije ruskih oblasti. Zato O'Neillu in Teal'cu ne preostane drugega, kot da se odpravita na podmornico, da bi bitje uničila.